# Adam Tomasz Przerębski
Adam Tomasz Przerębski herbu Nowina (zm. w 1811 roku) – pisarz wielki koronny (duchowny) w latach 1790–1795, kustosz koron Królestwa w latach 1765–1790, kanonik krakowskiej kapituły katedralnej instalowany na kanonię chmielnicką w 1762 roku, kanonik kujawski, opat jędrzejowski w 1764 roku.
Syn kasztelana spicymierskiego Jana i Antoneli Małachowskiej.
Dworzanin biskupa Kajetana Sołtyka (ok. 1760–1764), sędzia i egzaminator prosynodalny (1764), audytor i sędzia generalny w sądzie zadwornym (1765–
1767), kurator nad chorym umysłowo biskupem (1782–1788). Wyznaczony przez prymasa Michała Poniatowskiego na administratora części dóbr biskupstwa krakowskiego (kluczy: kieleckiego, suchedniowskiego, samsonowskiego, bodzentyńskiego, iłżeckiego oraz mirowskiego).
Kawaler Orderu Świętego Stanisława w 1776 roku, odznaczony Orderem Orła Białego w 1783 roku. 